# エーリヒ・ラインスドルフ
エーリヒ・ラインスドルフ（Erich Leinsdorf, 1912年2月4日 - 1993年9月11日）は、オーストリア出身で、後にアメリカに帰化した指揮者である。アメリカやヨーロッパを渡り歩いて一流のオーケストラや歌劇団を指揮し、演奏に求める水準の高さとともにその辛辣な言動で有名になった。音楽に関する著書やエッセーもある。

## 経歴

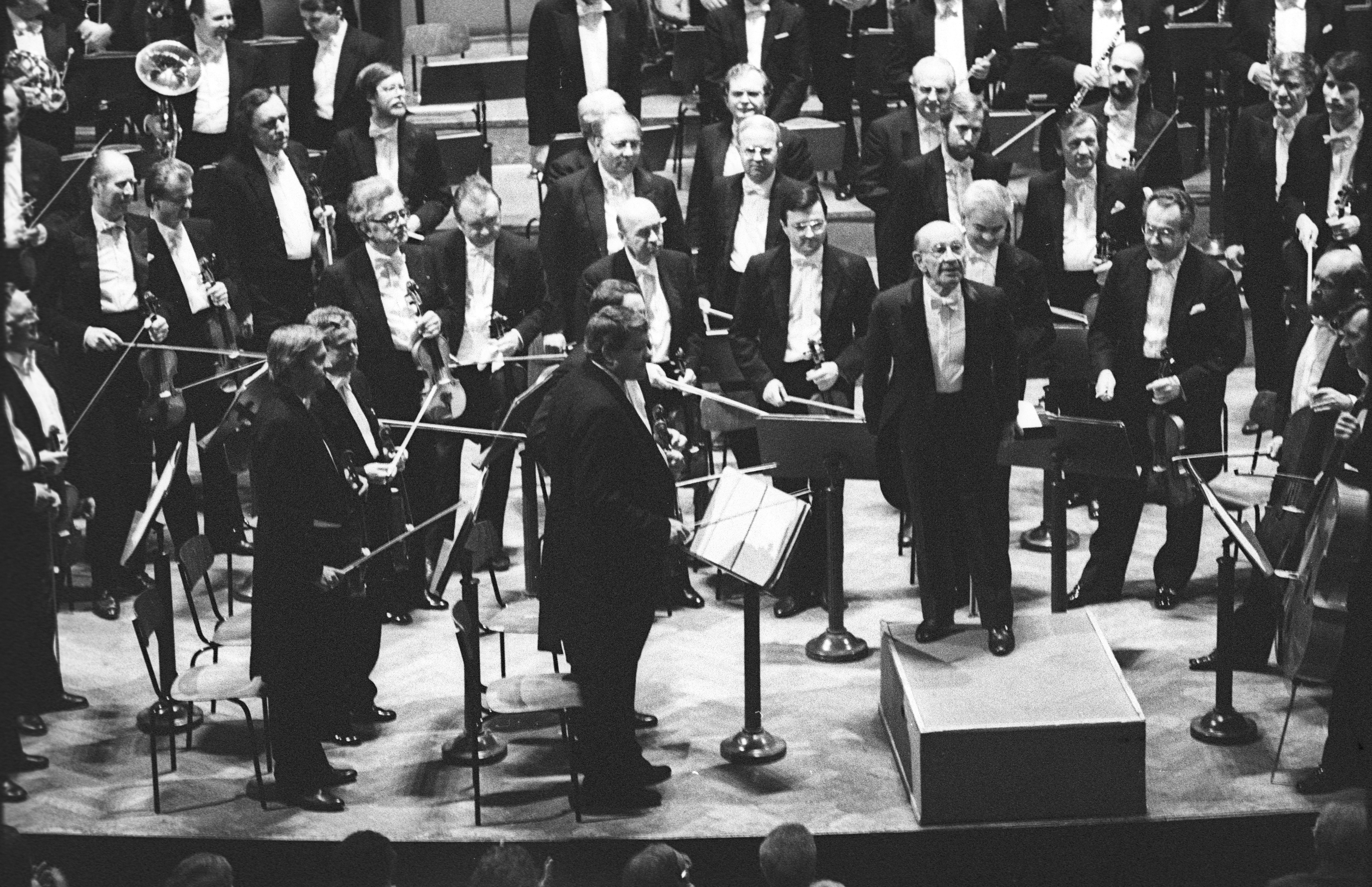
チェコ・フィルハーモニー管弦楽団を指揮するエーリヒ・ラインスドルフ、ドヴォルザークホール、プラハ、チェコ、1988年7月23日

ラインスドルフはウィーンのユダヤ人家庭に生まれ、5歳から地元の学校で音楽を学び始めた。父はアマチュアのピアニストだった。ザルツブルクのモーツァルテウムで指揮法を学び、その後はウィーン大学、ウィーン国立音楽大学でチェロとピアノを学んだ。
1934年から1937年までザルツブルク音楽祭で著名な指揮者であったブルーノ・ワルターやアルトゥーロ・トスカニーニの助手を務める。1936年にはイタリアのボローニャでオペラを指揮している。1937年にニューヨークのメトロポリタン歌劇場で『ワルキューレ』を指揮、その後はフランス、イタリアなどで活動する。

### 渡米以降
1937年のザルツブルグ音楽祭で、ラインスドルフはアメリカ人の新聞社オーナーで投資家のチャールズ・エドワード・マーシュと出会った。ユダヤ系音楽家のアメリカへの脱出に力を貸していたマーシュの計らいにより、同年11月にラインスドルフはアメリカに向かい、メトロポリタン歌劇場で副指揮者の地位を得た。オーストリアがナチス・ドイツに併合されるのは、彼が祖国を発ってわずか数か月後のことであった。さらにマーシュの知人で当時テキサス州選出の新人下院議員であった、後の大統領リンドン・ジョンソンの支援を受けて、ラインスドルフはアメリカに留まることが可能になり、また1942年にはアメリカ市民権を得て帰化することができた。
1938年からメトロポリタン歌劇場で常任指揮者を務め、とりわけワーグナーの解釈で名声を博す。メトロポリタン時代はとりわけ彼の指揮するワーグナーに注目が集まった。1939年にアルトゥル・ボダンツキーが突然の死を迎えると、ラインスドルフはメトロポリタン歌劇場のドイツ物レパートリーの責任者となった。
1943年には3年契約でクリーヴランド管弦楽団の音楽監督の地位を得たが、実際にはほとんど在職期間がなかった。第二次世界大戦のためアメリカ軍に徴兵されてしまい、契約も更新されなかったからである。1982年から1984年にかけてクリーヴランド管弦楽団の音楽監督がロリン・マゼールからクリストフ・フォン・ドホナーニへと移行していた時期に、ラインスドルフは何度か同楽団でコンサートを指揮したことがある。彼の言葉を借りればラインスドルフは「政権交代の橋渡し」役だった。

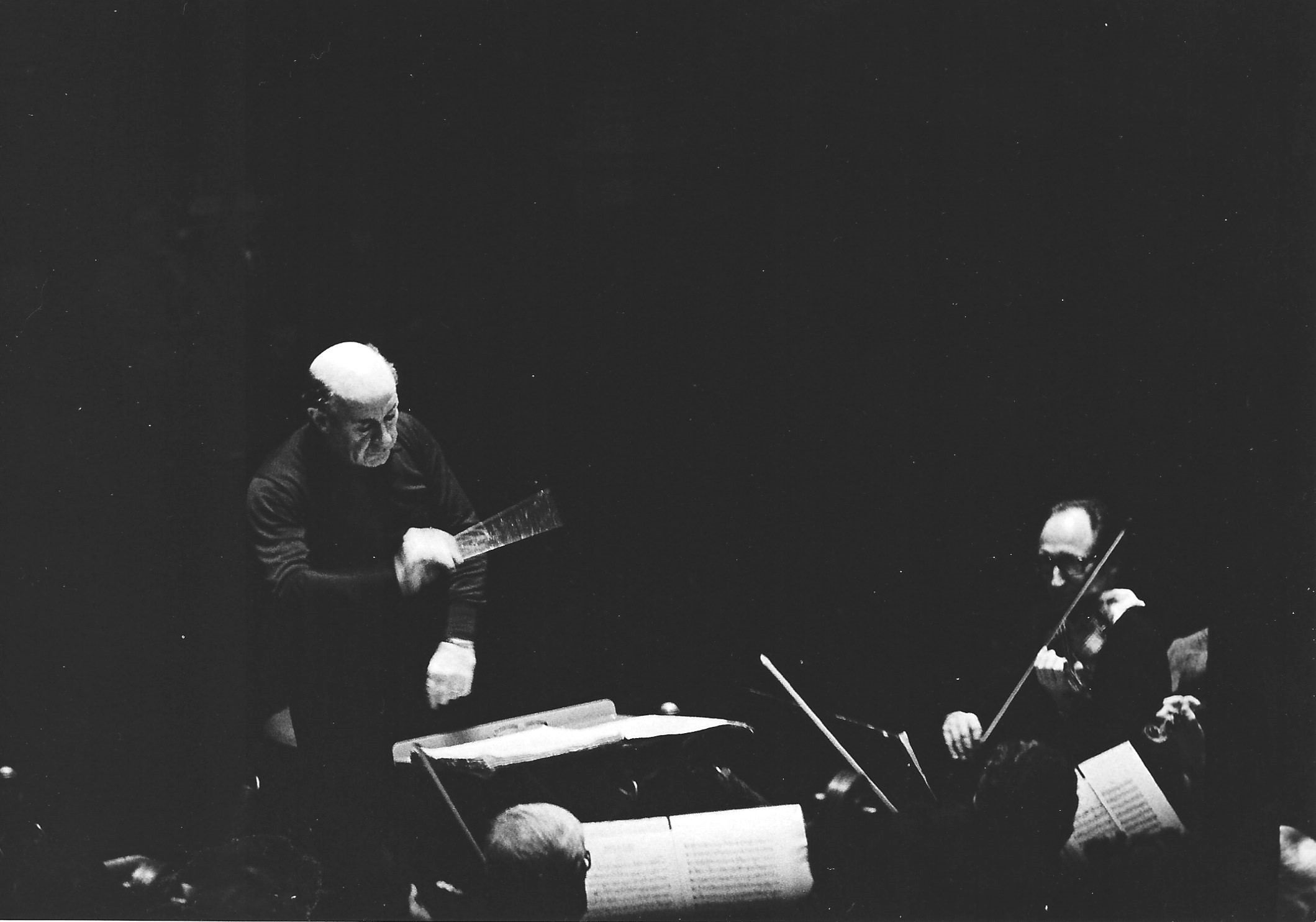
ロイヤル・コンセルトヘボウ管弦楽団を指揮するエーリヒ・ラインスドルフ、1973年冬

1947年から1955年の間、ロチェスター・フィルハーモニー管弦楽団の音楽監督を務めた。しかしそこで出会ったものはロチェスター市民の偏狭な音楽理解であり、それは彼を絶望させることになる。ラインスドルフの「ロチェスターは世界一小奇麗な行き止まりだ! (Rochester is the best disguised dead end in the world!)」という言葉は広く知られるようになった。短い期間ではあるがニューヨーク・シティ・オペラの音楽監督を務めたのち、再びメトロポリタン歌劇団と提携を結んでいる。1962年にはボストン交響楽団の音楽監督に就任した。ボストンではもっぱらRCAレコードと組んでレコーティングすることが多かったが、演奏家や管理者と揉めることもしょっちゅうであった。
一度ならず、ラインスドルフの指揮は歴史的事件の影響を受けている。1963年11月22日、ボストン交響楽団の公演中にラインスドルフは演奏を中断して、ダラスでのケネディ大統領暗殺というショッキングなニュースを聴衆に知らせるとともに、テロリストへの憤りと大統領への哀悼の意を述べ、ベートーヴェンの交響曲第3番から葬送行進曲を披露した。なお、ケネディ追悼ミサでモーツァルトの『レクイエム』を演奏し、現在もCD化され発売されている。
1967年、イスラエル・フィルハーモニー管弦楽団を客演指揮することになっていたが、第三次中東戦争勃発のため急遽帰国している。タキシードを脱ぐのも忘れるほど慌てての帰国であった。演奏会自体は、戦争中であったがズービン・メータが代振りをして開催されている。
1969年にボストン交響楽団を辞め、全ての常任指揮者から外れた後は、メトロポリタン歌劇場やニューヨーク・フィルハーモニックなど、数々のオーケストラに客演した。
1974年にラインスドルフはメトロポリタン歌劇場で『トリスタンとイゾルデ』を客演指揮することになるが、経営悪化の関係で歌手のキャンセルなどが相次ぎ、それに対して当時音楽監督のラファエル・クーベリックや首席指揮者のジェームズ・レヴァインが無力だったとして『ニューヨーク・タイムズ』紙に苦言を呈している。これがクーベリックの音楽監督辞任に影響を与えたという説もある:138。その後もラインスドルフはメトロポリタン歌劇場で客演指揮を務めるが、彼の要求は厳しく、たびたびトラブルとなっている:194。

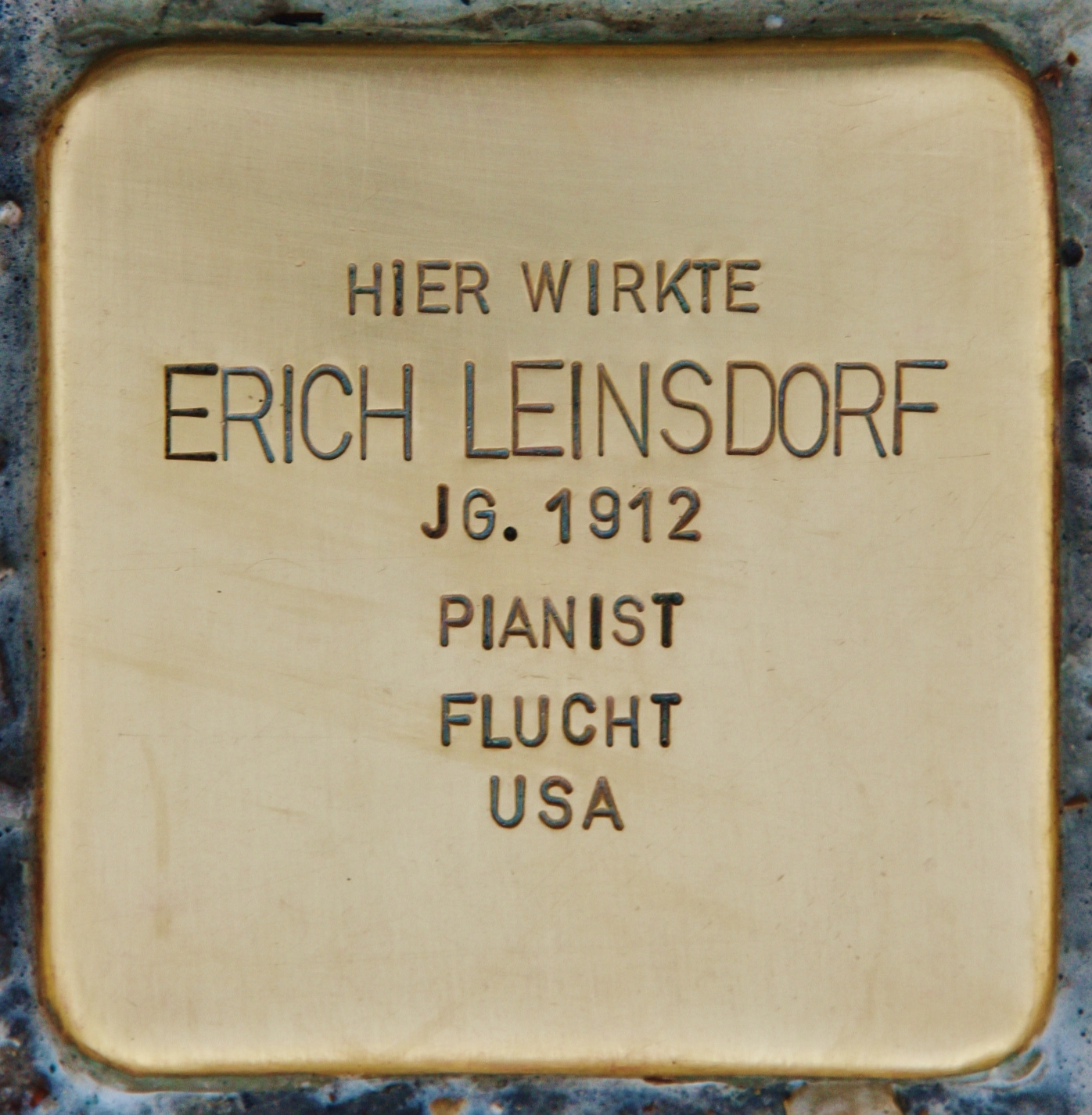
記念プレート

1978年から1980年の間はベルリン放送交響楽団（現：ベルリン・ドイツ交響楽団）の首席指揮者を務めている。
回想録（Cadenza: A Musical Career ）は1976年に上梓された。1981年にも The Composer's Advocate. A Radical Orthodoxy for Musicians を書いている。
1993年、癌のため、スイスのチューリッヒにて81歳で亡くなった。ニューヨーク州ホーソーンのマウント・プレザント墓地に埋葬された。